# César La Paglia
César Osvaldo La Paglia (25 de febrero de 1979, Buenos Aires, Argentina) es un exfutbolista argentino que se desempeñaba como mediocampista. Se destacó (principalmente) en Boca Juniors (donde consiguió ganar 4 veces la Primera División de Argentina y 1 Copa Libertadores en el año 2000), también destacó en Talleres (cuando disputó la Copa Mercosur en el 2001 y la Copa Libertadores en el 2002).

## Trayectoria

### Argentinos Juniors
César surgió de las siempre prósperas inferiores de Argentinos Juniors aunque no llegó a debutar en Primera con el Bicho. En 1996, el por entonces encargado de las divisiones menores de Boca, Jorge Griffa, aconsejó al presidente Mauricio Macri la compra de jóvenes valores del club de La Paternal. En aquellos años las inferiores Xeneizes estaban diezmadas y según el criterio de los dirigentes era más rápido comprarle jugadores jóvenes a otras instituciones para terminar de formarlos en la propia Casa Amarilla.

### Boca Juniors
Ante la necesidad de juveniles para las divisiones inferiores, César, llegó a Boca a principios de 1997. Llegó al club Xeneize junto con otros 5 jugadores; la llegada de estos 6 jugadores le costó a Boca 800.000 dólares. Una cifra elevada teniendo en cuenta que se trataba de jugadores que no habían debutado aun en Primera. 

Con el Xeneize debutó en 1997 en un amistoso frente al Ajax de Van Gaal en La Bombonera. Fue triunfo 3 a 2 y el Leche dejaría una buena imagen además de convertir el 2 a 2 (el tanto de la victoria lo hizo Pablo Islas). Sin embargo, este buen arranque finalizaría cuando en un partido amistoso frente al Porto, por la Premier Cup, vivió su primera gran frustración como profesional. Sobre sus 17 años se posaron las posibilidades de Boca en el certamen, pero su remate desde los doce pasos en la definición por penales rozó apenas el travesaño y salió desviado. Recibió el apoyo de sus compañeros, mientras veía cómo empezaban a festejar los portugueses. Entonces, no pudo contener las lágrimas. Así relataba este momento el joven La Paglia; 
"...no me sentía bien. Por mi culpa perdió Boca y eso me duele muchísimo. Le quiero agradecer a mis compañeros por el apoyo que me dieron y estoy seguro que voy a salir de esto. Estoy triste porque erré el penal, pero también porque no jugué bien", comentó el volante.
A partir de ese momento vendría el debut oficial en la Bombonera por la Supercopa del 97 frente a Independiente y por el Apertura de ese año frente a Platense. No obstante, nunca en sus 54 partidos en el club pudo afirmarse como titular a pesar de haber integrado los planteles campeones del Apertura 98, Clausura 99 y Libertadores 2000. Es por esto que en el 2001 fue cedido a Talleres de Córdoba en busca de continuidad.

### Club Atlético Talleres
Llegó a Talleres en el año 2001 en concepto de préstamo. Disputó un total de 47 partidos de manera oficial y convirtió 11 goles. El Leche enfrentó a su exequipo en el Chateau Carreras por la 17.ª fecha del Clausura. El partido terminó 3 a 1 a favor de los cordobeses y La Paglia no solo anotó un gol de penal sino que fue nombrado la figura del encuentro. El jugador lo expresó así en una nota;
“…yo quería jugar por Talleres, porque acá se la jugaron por mí, pero es jodido estar en frente de Boca, hacer un gol... Uno es del club y me hubiera gustado al menos tener chances de mostrar que puedo jugar…", dice. Y agrega: "…yo sé que podría estar jugando en Boca, y no lo digo de agrandado. Creo en mis chances, nada más. Yo me fui porque necesitaba jugar y Román la estaba rompiendo. Pero nunca pude jugar con él y ni siquiera tuve las chances que muchas veces se le dan a alguien del club. Algún día me gustaría volver a Boca, ese es mi anhelo…". 
Además, con respecto a su futuro tiró:
"…no tengo idea. Debo hablar con los dirigentes. La primera temporada vine para mostrarme y a sumar minutos. Además, acá tenía la chance de jugar la Libertadores y la Mercosur. Habrá que ver quién me quiere. Igual, yo solo pienso en los próximos rivales de Talleres…". 
Con Talleres finalmente disputó la Copa Libertadores en el 2002 y la Copa Mercosur en el 2001. César a mediados del 2003 regresaría a Boca.

### Regresó a Boca
A mediados del 2003, César regresó a Boca, con el gran objetivo de lograr la titularidad aunque sin mucho éxito a causa de múltiples lesiones.

### CD Tenerife
Tras un paso fallido por Boca, en el 2004 llega al CD Tenerife buscando resurgir. Disputó un total de 59 cotejos oficiales y convirtió 3 goles.

### Independiente Medelín
Tras un paso breve por el Vitoria FC, llegó a Colombia para jugar en el DIM. Solo llegó a disputar 8 encuentros.

### Defensor Sporting
Tras un paso breve por China se incorporó a mediados de 2008 a Defensor Sporting. Solo jugó 8 partidos oficiales.

### San Martín de Tucumán
Después de su paso por Defensor llegó a San Martín donde solo jugó 7 partidos oficiales. A fines de 2009 daría por finalizada su carrera profesional.

## Clubes y estadísticas
César La Paglia integró los siguientes equipos a lo largo de su carrera;
| Club                     | País      | Año       | Partidos | Goles |
| ------------------------ | --------- | --------- | -------- | ----- |
| Argentinos Juniors       | Argentina | 1996      | 3        | 0     |
| Boca Juniors             | Argentina | 1997-2001 | 38       | 3     |
| Talleres                 | Argentina | 2001-2003 | 47       | 11    |
| Boca Juniors             | Argentina | 2003      | 1        | 0     |
| CD Tenerife              | España    | 2004-2006 | 59       | 3     |
| Vitória F.C              | Portugal  | 2006-2007 | 5        | 0     |
| Wuhan Optics Valley F.C. | China     | 2007      | 0        | 0     |
| Independiente Medellín   | Colombia  | 2008      | 8        | 0     |
| Defensor Sporting        | Uruguay   | 2008      | 8        | 0     |
| San Martín de Tucumán    | Argentina | 2009      | 7        | 0     |
| TOTAL                    | TOTAL     | TOTAL     | 177      | 17    |

## Palmarés

### Campeonatos nacionales
| Título           | Club         | País      | Año    |
| ---------------- | ------------ | --------- | ------ |
| Primera División | Boca Juniors | Argentina | A-1998 |
| Primera División | Boca Juniors | Argentina | C-1999 |
| Primera División | Boca Juniors | Argentina | A-2000 |
| Primera División | Boca Juniors | Argentina | A-2003 |

### Copas internacionales
| Título            | Club         | Sede final | Año  |
| ----------------- | ------------ | ---------- | ---- |
| Copa Libertadores | Boca Juniors | São Paulo  | 2000 |